# オイゲン・ポランスキ
オイゲン・ポランスキ（Eugen Polanski, 1986年3月17日 - ）は、ポーランド・ソスノヴィエツ出身でドイツ育ちの元サッカー選手。現役時代のポジションはミッドフィールダー（MF）（センターハーフ）。出生時の名前はボグスワフ・エウゲニウシュ・ポラニスキ (Bogusław Eugeniusz Polański)。

## 経歴

### クラブ
10歳からボルシア・メンヒェングラットバッハに在籍し、2005年2月12日のヴェルダー・ブレーメン戦でトップチームデビューした。このシーズンは1試合のみの出場だったが、2005-06シーズンに大きく成長してチームの主力となった。2007-08シーズンは2.ブンデスリーガ2部で戦ったが、ヴァランシエンヌFCから移籍してきたパトリック・パーウヴェが重用され、ポランスキの出場時間は大きく減少した。2005年11月19日のバイヤー・レバークーゼン戦で決めた得点がブンデスリーガで決めた唯一の得点になった。
2008年7月7日、スペインのヘタフェCFに移籍。9月28日のアスレティック・ビルバオ戦でデビューした。序盤戦は出場機会が少なかったが、冬頃からレギュラーに定着。中盤センターでハビエル・カスケーロとコンビを組み、26試合に出場した。
2009年6月12日、ブンデスリーガ1部に昇格した1.FSVマインツ05へレンタル移籍し、再びドイツでプレーすることとなった。9月17日、2年契約でマインツに完全移籍した。
2013年1月25日、ホッフェンハイムへ2015年シーズン終了までの2年半契約で完全移籍した。
2017-18シーズン終了時に契約満了によりホッフェンハイムを退団。その後無所属状態になったが、2019年1月に現役引退を表明した。

### 代表
ドイツU-21代表ではキャプテンを務め、2006年のUEFA U-21欧州選手権ではセルビア・モンテネグロ戦でロングシュートを突き刺した。ポーランド代表のパヴェウ・ヤナス監督は2006 FIFAワールドカップを前にポランスキに国籍を変えるよう説得した。2011年8月10日、ジョージア代表との親善試合でポーランド代表デビューを果たした。